# 티어파르크역
티어파르크역(U-Bahnhof Tierpark)은 베를린 리히텐베르크구 프리드리히스펠데에 있는 U5의 역이다. 티어파크 베를린 정문 앞에 위치해 있으며, 동독에서 건설한 유일한 지하 도시철도 역사이다.

## 역사
1955년 티어파크 베를린이 개장한 후, 당시의 동물원 원장이었던 하인리히 다테(Heinrich Dathe)는 방문객 접근성을 개선하기 위하여 지하철 노선 연장을 촉구했다. 이듬해 E선을 프리드리히스펠데역에서 지상으로 올라와서 프리드리히스펠데 기지를 경유하여 트레스코알레(Treskowallee) 방면으로 가는 노선 계획안이 제시되었고, 종착역은 프리드리히스펠데성 인근 지상역으로 계획되었다. 지하역 건설보다는 건설비가 저렴했지만, 계획 당시에도 지하철 E선의 카를스호르스트 방면 연장이 계획되어 있었기 때문에 지상 노선 계획만으로는 부족하다고 판단되어 역 건설이 취소되었다. 이 역의 건설 이전에는 1958년부터 1970년까지 티어파크 베를린과 가장 가까웠던 프리드리히스펠데역의 부역명으로 티어파르크(Tierpark)가 지정되었다.
1960년대 말 해방의 도로(Straße der Befreiung, 현재의 알트프리드리히스펠데(Alt-Friedrichsfelde))를 따라 건설된 노면전차 노선을 폐선하면서 지하철 건설 계획이 다시 떠올랐다. 이 도로는 리히텐베르크역에서 티어파크 북쪽으로 연결되었기 때문에 노면전차의 대체 궤도교통으로 지하철 연장이 고려되었다. 이번에는 계획이 승인되었으나, 추가 노선 연장은 포함되어 있지 않았다. 역 건설을 담당한 VEB Tiefbau에서 가용 자원을 전부 투입하지 않고 있었기 때문에, 1969년 9월 19일에 열린 동베를린 BVB 관계자가 입회한 착공식은 소규모로 진행되었다. 착공식 장소는 공사가 마지막까지 지속될 가능성이 큰 지하역사 부지가 선정되었다.
약 4년간의 공사 끝에 1973년 6월 25일에 개통했다. 프리드리히스펠데역에서 이어지는 1.2 km 본선은 지하로 계속 진행하고, 역에 도달하기 직전에 남쪽으로 꺾는다. 역 건설과 함께 동물원 정문이 역 쪽으로 옮겨졌다. 역에서 지상으로 이어지는 출구는 티어파크 방면 출구 외에도 신시가지 한스로흐피어텔(Hans-Loch-Viertel, 조성 당시 명칭 세반피어텔(Sewanviertel)) 방면 및 노면전차 승강장으로도 이어졌다. 마르찬 및 오버쇠네바이데 방면 노선 연장이 고려되어 있었기 때문에, 승강장은 폭 12 m로 건설되었다. 승강장 지지 기둥은 2열로 설치되어 있으며, 녹색 타일로 마감되어 있다. 승강장 외벽은 크림색 타일로 마감되어 있다. 바닥재는 어두운 색상을 사용하였다.
2열 기둥 사이 간격은 약 5 m로, 기둥 사이 공간에는 시설물이 설치되어 있지 않으며, 승차권 발매기나 벤치는 열차 진행 방향과 평행하게 기둥 사이에 설치되었다. 차장용 전망실은 역 승강장에서 약 3 m 위에 설치되어 있으며, 역 이용객으로 고려된 어린이 단체 승객을 고려한 승강장 질서 유지가 목적이었다. 티어파크 방면 출구에는 다그마르 글라저라우만(Dagmar Glaser-Lauermann)이 제작한 동식물을 주제로 한 20 m² 크기의 모자이크 벽화가 설치되어 있다.
역 남쪽으로는 3선 인상선이 설치되어 있고, 북쪽으로는 양방향으로 건넘선이 설치되어 있었다. 1980년대에는 이 역에서의 노선 연장이 원래 계획이었던 카를스호르스트 방면이 아닌 과거의 VnK선을 재활용하여 헬러스도르프 방면으로 결정되면서 인상선과 건넘선 구조가 변경되었다. 인상선 일부가 본선으로 편입되었고 VnK선 노반으로 진입하기 위하여 급하게 왼쪽으로 회전하게 되었다. 그 결과 인상선은 프리드리히스펠데 방면에서만 진입할 수 있게 되었고, 건넘선의 한 쪽 방향은 철거되었다. 1988년 7월 1일 동부 연장 구간 개통 이후에는 티어파르크역 인상선을 임시 열차나 공사 시에만 사용하게 되었다.
2008년 12월에는 엘리베이터가 설치되었다. 설치 비용은 약 42만 5천 유로이다.

## 매체에서의 등장
- 파울 반 디크의 《We are alive》 뮤직비디오에서 이 역이 등장한다.

## 인접 철도역
베를린 버스 296, N5번, 베를린 노면전차 M17, 27, 37번과 환승할 수 있다.
| 베를린 지하철 5호선          | 베를린 지하철 5호선 | 베를린 지하철 5호선      |
| ---------------------------- | ------------------- | ------------------------ |
| 프리드리히스펠데 중앙역 방면 | U5                  | 비스도르프쥐트 회노 방면 |

## 참고 문헌
- Peter Bock (Hrsg.): U5 Zwischen Alex und Hönow. Geschichte(n) aus dem Untergrund. GVE e. V., Berlin 2003. ISBN 3-89218-079-2.